# 吉家庄乡
吉家庄乡，是中华人民共和国山西省大同市云州区下辖的一个乡镇级行政单位。

## 行政区划
吉家庄乡下辖以下地区：
吉家庄村、佛堂寺村、西安家堡村、东安家堡村、小桥村、瓮城口村、南米窑村、南息村、西浮头村、古定桥村、旧桥村、麻峪口村、郭家庄村、上西河村、下西河村、南栋庄村、杨寨村、北栋庄村、王淅疃村、牛寺沟村和水涧村。